# Ålesund
Ålesund (IPA: [ˈôːɫəsʉn], kiejtéseⓘ) kikötőváros Norvégia középnyugati Vestlandet földrajzi régiójában, Møre og Romsdal megye Sunnmøre régiójában. Sunnmøre központja és első számú bevásárlóhelye. Közigazgatásilag Ålesund község székhelye, de egy kisebb része Sula község területén található. A város elsősorban szecessziós stílusú városközpontjáról ismert; 2007-ben egy szavazáson a norvégok, 2009-ben pedig a The Times Norvégia legszebb városának választotta.

## Földrajz
A város fölött található, 418 lépcsőfokon megmászható Aksla hegy szép kilátást kínál a várost körülvevő hegyekre és fjordokra. Viszonylag közel fekszik hozzá a világörökség részét képező Geiranger-fjord.

## Történelem
A területet a régészeti feltárások eredményei szerint 9000 éve lakják, de ålesund-i helynevek csak Snorri Sturluson királysagáiban bukkannak fel először: Steinvågen, Hundsvær, Nørve, Borgund és Vegsund II. (Szent) Olaf Lade jarlja ellen vezetett hadjáratának helyszíneiként jelennek meg. A középkorban Sunnmøre első városának számított, de az 1400-as években a fekete halál és a Hanza-szövetség megerősödése miatt teret vesztett, és Bergen vette át a vezető szerepet a régióban. Az 1500-as években bergeni kereskedők telepedtek le az Aspøya és Nørvøya közötti szorosnál; ebben az időben említik először írásos források az Ålesund nevet.
A tőkehal halászata 1750 körül kezdődött Sunnmørében. Később fontos exportcikké vált: az első szállítmány 1824-ben indult útnak a spanyolországi Bilbaóba, és az 1870-es évekig a spanyol export jelentős szerepet játszott a gazdaság fellendülésében. A latin-amerikai piacra 1845-ben léptek be. A gazdasági és népességbeli fejlődés eredményeképpen az akkor csaknem 1500 lakosú Ålesund 1848. április 13-án városi rangot kapott. A város első hajógyárát 1851-ben alapították Skutvikban. Az 1850-es években számos tengerjáró hajót építettek, amelyek Latin-Amerikába és a Távol-Keletre is hajóztak.

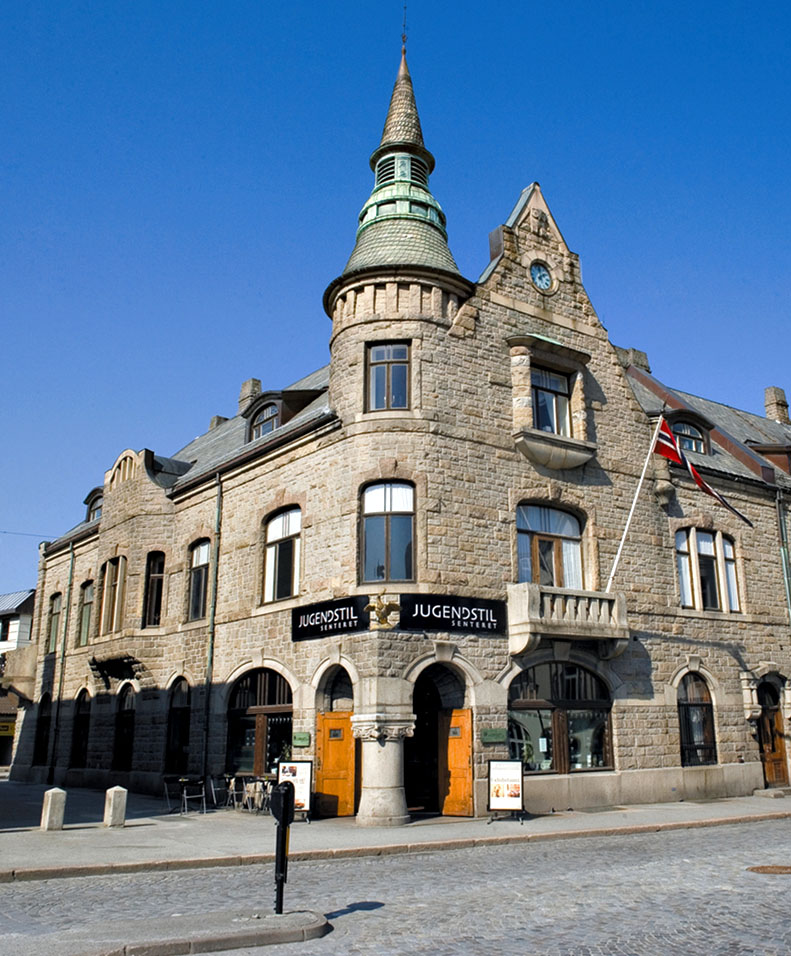
A Szecessziós Központ (Jugendstilsenteret)

A városban 1904. január 23-án súlyos tűzvész ütött ki. A hajnalban felcsapó lángok 16 óra leforgása alatt 850 házat pusztítottak el, és tízezer embert veszítette el otthonát; mindössze 230 ház maradt meg. A városközpontot 1907-re sikerült nagyrészt újjáépíteni. Az újjáépítést tervező fiatal norvég építészek – és így az új városközpont – stílusát a nemzeti romantika és a kortárs európai építészet, mindenekelőtt a szecesszió határozta meg.

## Közlekedés
Ålesund-t érinti az E39-es európai út, az E136-os útnak pedig ez a kiindulópontja.

## Sport
A város labdarúgócsapata az 1914-ben alapított Aalesunds FK.

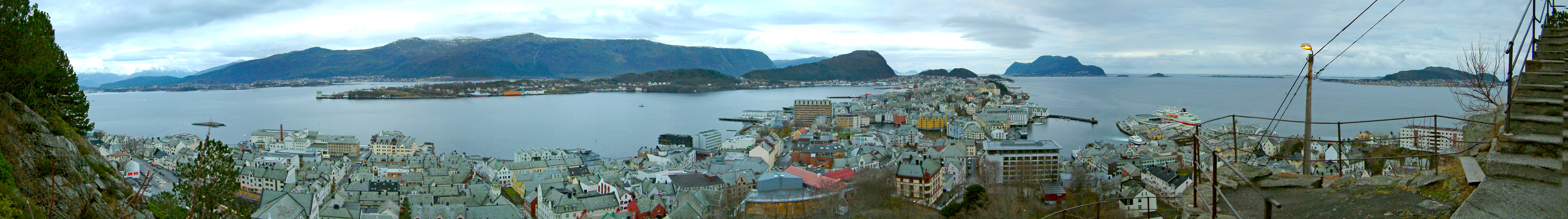
Alesund 200-fokos panorámaképe a város közepén lévő hegy oldaláról

## Híres személyek
- Ann Kristin Aarønes (1973–) világbajnok norvég női válogatott labdarúgó
- Jan Honningdal (1959–) norvég keresztény gitáros és énekes